# Prix international des droits de l'homme de Nuremberg
Le prix international des droits de l’homme de Nuremberg est une distinction allemande fondée le 17 septembre 1995. La date choisie est importante : 60 ans plus tôt, les lois raciales de Nuremberg ont été adoptées. Aussi, le 17 septembre 1939, la Pologne est envahie par l'Union soviétique, peu après l'invasion allemande, qui a marqué le début de la Seconde Guerre mondiale.
Le lauréat reçoit une somme de 15000 euros (20,235 USD).

## Lauréats
| Année | Nom                         | Pays             |
| ----- | --------------------------- | ---------------- |
| 1995  | Serguei Kovaljov (de)       | Russie           |
| 1997  | Khémaïs Chammari            | Tunisie          |
| 1997  | Abie Nathan                 | Israël           |
| 1999  | Fatimata M'Baye             | Mauritanie       |
| 2001  | Samuel Ruiz Garcia          | Mexique          |
| 2003  | Teesta Setalvad (en)        | Inde             |
| 2003  | Ibn Abdur Rehman            | Pakistan         |
| 2005  | Tamara Chikunova (en)       | Ouzbékistan      |
| 2007  | Eugénie Musayidire          | Rwanda           |
| 2009  | Abdolfattah Soltani (en)    | Iran             |
| 2011  | Hollman Morris (de)         | Colombie         |
| 2013  | Kasha Jacqueline Nabagesera | Ouganda          |
| 2015  | Amirul Haque Amin (de)      | Bangladesh       |
| 2017  | Groupe César                | Syrie            |
| 2019  | Rodrigo Mundaca (es)        | Drapeau du Chili |